# Tikahiri
Tikahiri est un groupe de rock originaire de l'atoll de Fakarava en Polynésie française. Il est composé de quatre membres qui définissent leur style musical comme du "gothique paumotu", en référence au paumotu, la langue parlée dans l'archipel des Tuamotu.

## Histoire
Tikahiri est né en 2003 de la rencontre artistique entre quatre musiciens au talent reconnu, Aroma, Mano, Stéphane et Simon. Quatre personnalités totalement différentes qui révolutionnent le paysage musical polynésien, avec un nouveau style, du « paumotu
gothique ». Le violoncelliste Simon Pillard et Stéphane Rossoni à la batterie, ont réussi à se mêler harmonieusement aux voix à la fois claires et gutturales d’Aroma et Mano Salmon. Les deux frères sont auteurs, compositeurs et interprètes des morceaux, qu’ils accompagnent de leurs guitares. Le violoncelle, dans leur style qualifié de « rock paumotu », donne à Tikahiri la touche novatrice de la musique polynésienne.
Un groupe atypique qui démontre aujourd’hui le mariage possible entre des instruments de musique classique, le gothique et la langue paumotu.

## Vidéographie

### Clips
- 2013 : Save Me My Love, tiré de Kaito no Tetamanu, dirigé par Patric Ullaeus
- 2015 : Put You Underground, tiré de Son of Sun, dirigé par Patric Ullaeus
- 2015 : V8 Car, tiré de Son of Sun, dirigé par Patric Ullaeus
- 2016 : Dying Young, tiré de Son of Sun, dirigé par Patric Ullaeus